# Vlkanová
Vlkanová – wieś (obec) na Słowacji położona w kraju bańskobystrzyckim, w powiecie Bańska Bystrzyca. Pierwsze wzmianki o miejscowości pochodzą z roku 1511. 
Według danych z dnia 31 grudnia 2012, wieś zamieszkiwało 1276 osób, w tym 653 kobiety i 623 mężczyzn.
W 2001 roku rozkład populacji względem narodowości i przynależności etnicznej wyglądał następująco:
- Słowacy – 95,3%
- Czesi – 0,94%
- Morawianie – 0,12%
- Romowie – 2,94%
- Rusini – 0,24%
- Węgrzy – 0,24%

Ze względu na wyznawaną religię struktura mieszkańców kształtowała się w 2001 roku następująco:
- Katolicy rzymscy – 53,82%
- Grekokatolicy – 0,24%
- Ewangelicy – 20,56%
- Prawosławni – 0,47%
- Ateiści – 20,56%
- Przedstawiciele innych wyznań – 0,12%
- Nie podano – 3,88%